# Alagó
Alagó (Alagón en castellà i oficial) és un municipi d'Aragó situat a la província de Saragossa i enquadrat a la comarca de la Ribera Alta de l'Ebre, a la regió del Castelar, entre l'Ebre i el Jalón.
Fou conquerida als musulmans el 1119 per Alfons I d'Aragó.
L'agricultura de regadiu (horts d'arbres fruiters, hortalisses, cereals, farratges i bleda-rave, regats pel Canal Imperial d'Aragó) i les indústries agrícoles (sucre, farina) van fer que la població augmentés durant el segle xx.
L'arquitecte Pau Salvat i Espasa (1872-1923) va ser autor d'una refineria de sucre ubicada al municipi.

## Fills il·lustres
- Pablo Nassarre (1664-1730) religiós i músic.
- Miguel Arnaudas (1869-1936) compositor, organista i mestre de capella
- Jesús Mariano Angoy Gil (1966) futbolista